# Cardioglossa gratiosa
Cardioglossa gratiosa – gatunek płaza bezogonowego z rodziny artroleptowatych (Arthroleptidae). Zamieszkuje Afrykę Środkową.

## Nazwa
Łaciński epitet gatunkowy nazwy tego kręgowca − gratiosa – oznacza m.in. „przyjemny, uczynny”.

## Występowanie
Zwierzę zamieszkuje Kamerun, zwłaszcza środkowy i południowy, Gwineę Równikową, Gabon (poza częścią południową), a także północno-zachodnią część Demokratycznej Republiki Konga. Prawdopodobnie występuje też w północnym Kongu i południowo-zachodniej Republice Środkowoafrykańskiej, ale nie zostało to jeszcze potwierdzone.
Prawdopodobnie bytuje na terenach do wysokości 1200 m n.p.m., być może więcej. Zamieszkuje lasy wtórne, także mocno zdegradowane działalnością człowieka. Lubi małe czyste strumienie o niezbyt szybkim nurcie. Spotyka się ją także na bagnach.

## Rozmnażanie
Przebiega w strumieniach. Samce usadawiają się samotnie wśród opadłych liści czy systemów korzeniowych i nawołują.

## Status
W Czerwonej księdze gatunków zagrożonych IUCN płaz ten od 2004 roku klasyfikowany jest jako gatunek najmniejszej troski (LC, ang. Least Concern).
Gatunek jest szeroko rozpowszechniony (zamieszkuje prawdopodobnie także tereny chronione), jednak niezbyt pospolity. Trend liczebności jego populacji nie jest znany.

## Podgatunki
- C. g. peternageli z kameruńskiego Minim na wyżynie Adamawa[3].